# Yuldo
Yuldo är en ö i Sydkorea.   Den ligger i provinsen Södra Jeolla, i den sydvästra delen av landet, 300 km söder om huvudstaden Seoul. Arean är 2,5 kvadratkilometer. Den ligger två kilometer väster om staden Mokpo.
Terrängen på Yuldo är platt. Öns högsta punkt är 84 meter över havet. Den sträcker sig 2,6 kilometer i nord-sydlig riktning, och 1,7 kilometer i öst-västlig riktning.